# Yáseni
Yáseni (del ruso: Ясени) es un jútor del raión de Staromínskaya del krai de Krasnodar, en Rusia. Está situado en las Tierras bajas de Kubán-Azov, en la cabecera del río Yáseni, 15 km al oeste de Starominskaya y 162 km al norte de Krasnodar, la capital del krai. Tenía 412 habitantes en 2010.
Pertenece al municipio Novoyasénskoye.